# Triglav Trophy 2014-2015
Triglav Trophy 2014-2015 è una competizione di livello senior nel pattinaggio di figura che si svolge nell'ambito dell'ISU Challenger Series di pattinaggio di figura dalla stagione 2014-2015. Ha luogo a Jesenice, in Slovenia, dal 6 al 9 novembre 2014. Le medaglie vengono assegnate in tre discipline: singolo maschile, singolo femminile, e danza su ghiaccio.

## Risultati

### Singolo maschile
| Posizione | Nome | Nazionalità | Punteggio totale | Programma corto | Programma corto | Programma libero | Programma libero |
| --------- | ---- | ----------- | ---------------- | --------------- | --------------- | ---------------- | ---------------- |
| 1         |      |             |                  |                 |                 |                  |                  |
| 2         |      |             |                  |                 |                 |                  |                  |
| 3         |      |             |                  |                 |                 |                  |                  |
| 4         |      |             |                  |                 |                 |                  |                  |
| 5         |      |             |                  |                 |                 |                  |                  |
| 6         |      |             |                  |                 |                 |                  |                  |
| 7         |      |             |                  |                 |                 |                  |                  |
| 8         |      |             |                  |                 |                 |                  |                  |
| 9         |      |             |                  |                 |                 |                  |                  |
| 10        |      |             |                  |                 |                 |                  |                  |

### Singolo femminile
| Posizione | Nome | Nazionalità | Punteggio totale | Programma corto | Programma corto | Programma libero | Programma libero |
| --------- | ---- | ----------- | ---------------- | --------------- | --------------- | ---------------- | ---------------- |
| 1         |      |             |                  |                 |                 |                  |                  |
| 2         |      |             |                  |                 |                 |                  |                  |
| 3         |      |             |                  |                 |                 |                  |                  |
| 4         |      |             |                  |                 |                 |                  |                  |
| 5         |      |             |                  |                 |                 |                  |                  |
| 6         |      |             |                  |                 |                 |                  |                  |
| 7         |      |             |                  |                 |                 |                  |                  |
| 8         |      |             |                  |                 |                 |                  |                  |
| 9         |      |             |                  |                 |                 |                  |                  |
| 10        |      |             |                  |                 |                 |                  |                  |

### Danza su ghiaccio
| Posizione | Nome | Nazionalità | Punteggio totale | Programma corto | Programma corto | Programma libero | Programma libero |
| --------- | ---- | ----------- | ---------------- | --------------- | --------------- | ---------------- | ---------------- |
| 1         |      |             |                  |                 |                 |                  |                  |
| 2         |      |             |                  |                 |                 |                  |                  |
| 3         |      |             |                  |                 |                 |                  |                  |
| 4         |      |             |                  |                 |                 |                  |                  |
| 5         |      |             |                  |                 |                 |                  |                  |
| 6         |      |             |                  |                 |                 |                  |                  |
| 7         |      |             |                  |                 |                 |                  |                  |
| 8         |      |             |                  |                 |                 |                  |                  |
| 9         |      |             |                  |                 |                 |                  |                  |
| 10        |      |             |                  |                 |                 |                  |                  |